# Cossington (Leicestershire)
Pour les articles homonymes, voir Cossington.
Cossington est une paroisse civile et un village du Leicestershire, en Angleterre.